# Paján
Paján – miasto w Ekwadorze, w prowincji Manabí, siedziba kontonu Paján.